# آنتي كوفيتش
آنتي كوفيتش (بالإنجليزية: Ante Covic)‏ (مواليد 13 يونيو 1975) هو لاعب كرة قدم. يلعب مع منتخب أستراليا لكرة القدم. سبق له أن لعب في كأس العالم لكرة القدم مع منتخب بلاده.

## روابط خارجية
- آنتي كوفيتش على موقع الاتحاد الدولي (مؤرشف)  (الإنجليزية)
- آنتي كوفيتش على موقع قاعدة بيانات كرة القدم.إي يو (الإنجليزية)
- آنتي كوفيتش على موقع ناشيونال فوتبول تيمز (الإنجليزية)
- آنتي كوفيتش على موقع Soccerway.com (الإنجليزية)
- آنتي كوفيتش على موقع عالم كرة القدم.نت (الإنجليزية)
- آنتي كوفيتش على موقع كووورة